# Луговий Андрій Віталійович
Андрі́й Віта́лійович Лугови́й — солдат Збройних сил України, учасник російсько-української війни. Герой України (2025).

## Життєпис
Військовослужбовець 95-ї окремої десантно-штурмової бригади. Під час виконання одного з бойових завдань на Курщині пройшов 12 км по відкритій місцевості під російськими обстрілами. Восени 2024 року в районі села Погребки його розвідгрупа влаштувала засідку та знищила трьох російських військовослужбовців. У березні 2025 року майже добу стримував просування російських військ, за цей час було знищено 25 та поранено щонайменше 30 російських військовослужбовців.

## Нагороди
- Звання Герой України з врученням ордена «Золота Зірка» (5 серпня 2025) — за особисту мужність і героїзм, виявлені у захисті державного суверенітету та територіальної цілісності України, самовіддане служіння Українському народові[2].
- Орден «За мужність» III ст. (19 листопада 2024) — за особисту мужність, виявлену у захисті державного суверенітету та територіальної цілісності України, самовіддане виконання військового обов'язку[3].
- Медаль «За військову службу Україні» (1 квітня 2025) — за особисту мужність, виявлену у захисті державного суверенітету та територіальної цілісності України, самовіддане виконання військового обов'язку[4].